# Етницитет
Етницитет или етничност (од грч. έθνος [] — етнос — „народ“) је појам који означава друштвене појаве и идентитетске категорије повезане са етничком припадношћу појединаца и група. Као лично или групно својство (или опредељење) етницитет је непосредно или посредно повезан са сродним идентитетским категоријама као што су расна, национална, регионална, културна, језичка или религијска припадност. Појединац или група могу прихватати више обележја, односно врлина, вредности или традиција примерених одређеном етницитету, али не нужно и све. Етницитет је значајан чинилац у комплексу појединачних или групних осећања, мишљења и понашања.
Вредновање и тумачење друштвених појава и процеса из угла етницитета, односно етничке припадности, назива се етницизам. Уздизање етничности на степен највише друштвене вредности, односно доминантног дискурса у друштвеном животу, назива се етнификација.
У важећем Уставу Републике Србије из 2006. године, етничност је препозната као посебна друштвена категорија, тако да се у одговарајућим одредбама (преамбула, чланови 48, 79, 81) помињу етничке заједнице, односно етнички идентитет и етничка посебност.